# 赵惠臣
赵惠臣（1935年—），男，河北卢龙人，中华人民共和国政治人物，曾任廊坊地区行政公署专员，河北省政协副主席。